# بهرا (صحيفة)
بهرا (بالسريانية: ܒܗܪܐ)‏ هي صحيفة أسبوعية سياسية تصدرها الحركة الديمقراطية الآشورية. تتم طباعة في بغداد وتنشر بنسختين باللغتين العربية والسريانية. بدأ نشر الجريدة لأول مرة في 26 يونيو 1982.

## البداية
صدرت الجريدة بشكل اقرب إلى المنشور السري منه إلى الجريدة بطابعها الكلاسيكي، اذ برز عددها الأول باربع صفحات حجم (A4) ومطبوع بجهاز الرونيو- الاستنساخ باللغتين العربية والسريانية تضمن العدد:
- شعار الحركة الديمقراطية الآشورية
- عراق ديمقراطي حر
- الإقرار بالوجود القومي الاشوري
- المقال الافتتاحي حمل عنوان ماهية الوجود القومي الاشوري وتطوره التاريخي
- مقال عن وجود الحركة الديمقراطية الآشورية
- الانظمة الحاكمة في العراق وتوصيات الحكم الاستعماري بحق الشعب الاشوري
- التحالف الجبهوي... ايمان راسخ
- مواضيع باللغة السريانية (لا تستجدي حقوقك) ومقال تاثير الشعر والقصيدة في توعية الجماهير وتثويرها

جزء من افتتاحية العدد الأول:
تضمن العدد في صفحته الأولى مقالا بعنوان (مبررات وجود الحركة الديمقراطية الاشورية) وعن الاسباب التي دعت إلى تشكيل هكذا تنظيم سياسي بعد ما مرت به الحركة التحررية الاشورية من مد وجزر٬
وفي الصفحة الثانية نقرأ خبرا عن إصدار الجبهة الوطنية الديمقراطية (جود) بيانا يدعو الجماهير إلى تصعيد نضالها ضد السلطة الحاكمة.
وفي صفحتها الثالثة نقرا مقالا بعنوان (الانظمة الحاكمة في العراق وتوصيات الحكم الاستعماري بحق شعبنا الاشوري) وهو حول اشكالية المواطنة التي يعاني منها
اما الصفحة الرابعة فقد خصصت لمواضيع باللغة السريانية عن مقومات العمل القومي الاشوري في الوقت الراهن (انذاك).
كانت الاعداد الاربعة الأولى تصدر باربع صفحات حجم (A4) ومنذ العدد الخامس وحتى العدد 25 الصادر في شهر نيسان عام 1988 بدأت تصدر بنفس الحجم ونوع الورق والطباعة وبست صفحات. وبعد صدور العدد 25 تطورت الجريدة شكلا ومضمونا، وبدأت تصدر باثني عشر صفحة وتكتب بالعربية فقط بحيث باتت الجريدة تستقل بطباعتها باللغة السريانية عن طبعتها باللغة العربية.

## بعد عام 1991
تطورت الجريدة بعد انتفاضة اذار 1991 بصدور العدد 40 لسنتها العاشرة في شهر تشرين الأول من حيث نوع الورق وعدد صفحاتها وبحجم أكبر من السابق وبطباعة حديثة وبلون رمادي ومن ثم اللون البنفسجي.
كما بدأت بالصدور نصف شهرية لصاحب امتيازها يونادم يوسف كنا ورئيس تحريرها يونان هوزايا ومدير التحرير يعقوب كوركيس، وتطبع في اربيل وتورنتو في كندا وفي ستوكهولم في اوروبا. وكانت تتناول في مواضيعها الكفاح المسلح كطريق لانهاء الدكتاتورية في العراق والاصطفاف مع قوى المعرضة الوطنية العراقية، وتوضيح مواقفها السياسية تجاه تطور الاحداث على الساحة العراقية والساحتين الإقليمية والدولية ودأبت في اعدادها ومنذ صدورها سرية، علة نشر المقالات والمواضيع ذات المساس المباشر بقضية الحقوق القومية للشعب الاشوري، والإقرار الرسمي بالوجود القومي وما يترتي عليه من التمتع بالحقوق السياسية والادارية والثقافية، وارتباطها بالقضايا القومية وبضمنها حقوق الشعب الكردي، وبنضال القوى الوطنية نحو الاهداف المشتركة.

## بعد عام 2003
نشرت بهرا بعد غزو العراق بايام قليلة عدداً بمناسبة الذكرى الرابعة والعشرين لتاسيس الحركة وتزامناً مع احتفالات رأس السنة الاشورية – البابلية 6753 العدد المرقم 202 لسنتها 22 الصادر في اواسط نيسان 2003.
وفي العدد 235 الصادر في الثامن من شباط 2004 نشرت بهرا مقالا بمناسبة الذكرى التاسعة عشرة لاستشهاد ثلاثة من مناضلي الحركة الديمقراطية الآشورية وهم يوسف توما٬ يوبرت بنيامين ويوخنا ايشو.
كانت بهرا ومنذ غزو العراق تخطو باتجاه تطوير امكاناتها وتحسين ادائها الاعلامي من الناحيتين المضمون والشكل، فبدأت تصدر بثمان صفحات من الحجم الكبير (الكلاسيكي للجريدة) وبالالوان، كما بدأت تهتم بنشر الاخبار المحلية والعالمية، اتخذت الجريدة شكلها الجديد وفق الصفحات التالية:
- الصفحتان الأولى والثانية متخصصة بالاخبار المحلية والعالمية
- الصفحة الثالثة – تحقيقات ولقاءات
- الرابعة – شؤون كلدواشورية
- الخامسة – افاق: مقالات سياسية
- السادسة – الصفحة الثقافية
- السابعة – رياضة
- الثامنة والاخيرة منوعات واخبار خفيفة

ومنذ الربع الاخير من عام 2007، بدأت بهرا تصدر باثني عشرة صفحة على النحو التالي:
- الصفحة الأولى – الاخبار المهمة والعالمية
- الثانية – اخبار وتقارير
- الثالثة – شؤون محلية
- الرابعة – لقاءات وتحقيقات
- الخامسة – المقالات
- السادسة – الثقافة والادب
- السابعة – للفنون
- الثامنة – صفحة افاق
- التاسعة – علوم واقتصاد
- العاشرة – صحافة عالمية
- الحادية عشر – صفححة الرياضة
- الثانية عشر والاخيرة منوعات كما في الصحف الأخرى

## الاعداد
من العام 1982 إلى العام 2000

في العدد 139 الصادر في اواخر شهر اب 2000 نشرت الجريدة مقالا ثبت فيه جدولا بالاعداد الصادرة من جريدة بهرا منذ صدور عددها الأول حتى شهر تموز 2000 على الشكل التالي:
| السنة | الاعداد           |
| ----- | ----------------- |
| 1982  | عددان فقط         |
| 1983  | عددان فقط         |
| 1984  | خمسة اعداد        |
| 1985  | اربعة اعداد       |
| 1986  | ثلاثة اعداد       |
| 1987  | ستة اعداد         |
| 1988  | ستة اعداد         |
| 1989  | اربعة اعداد       |
| 1990  | سبعة اعداد        |
| 1991  | عدد واحد          |
| 1992  | ستة اعداد         |
| 1993  | خمسة اعداد        |
| 1994  | اربعة اعداد       |
| 1995  | سبعة اعداد        |
| 1996  | ثمانية اعداد      |
| 1997  | ثلاثة عشر عدداً    |
| 1998  | ثلاثة عشر عدداً    |
| 1999  | اربعة وعشرون عدداً |
| 2000  | اربعة عشر عدداً    |

وهي مستمرة إلى الآن.

## وصلات خارجية
- قرأة الاعداد
- الاعداد باللغة الاشورية والعربية